# ديكاميرون
الديكاميرون (بالإيطالية: Il Decameron, cognominato Prencipe Galeotto) وتُترجم الأمير غيلهاوت وأحيانًا تُلقب («الكوميديا البشرية»)، هي عبارة عن مجموعة من الروايات التي كتبها المؤلف الإيطالي جيوفاني بوكاتشيو في القرن الرابع عشر (1313- 1375). صُمم الكتاب على شاكلة قصة إطارية تحتوي على 100 حكاية ترويها مجموعة مؤلفة من سبع شابات وثلاثة شبان يلتجؤون في فيلا معزولة خارج فلورنسا هربًا من الموت الأسود الذي أصاب المدينة. ربما بدأ بوكاتشيو بكتابة الديكاميرون بعد وباء عام 1348 وانتهى منها بحلول عام 1353. تتنوع قصص الحب في الديكاميرون بين الجنسية إلى المأساوية. تسهم حكايات الطرافة والمقالب ودروس الحياة في تشكيل فسيفساء هذا الكتاب. يقدم الكتاب أيضًا إلى جانب قيمته الأدبية وتأثيره الكبير (على سبيل المثال، حكايات كانتربري لجيفري تشوسر)، توثيقًا عن الحياة في تلك الفترة من الزمن. الكتاب مكتوب باللغة المحلية للغة الفلورنتينية، ويُعد تحفة من النثر الإيطالي الكلاسيكي المبكر.

## العنوان
يجسد العنوان الرئيسي للكتاب ولع بوكاتشيو بالفلسفة اليونانية: إذ يجمع ديكاميرون بين كلمتين يونانيتين ديكا وتعني («عشرة») وهيميرا التي تعني («يوم»)، لتشكيل مصطلح يعني «حدث من [عشرة أيام]». تمثل الأيام العشرة الفترة التي تحكي فيها كل شخصية من شخصيات القصة الإطارية حكايتها.
يشير عنوان بوكاتشيو، برنسيب غاليوتو (الأمير غيلهاوت) إلى غيلهاوت، وهو ملك خيالي صُور في لانسلوت- غريل وكان يُسمى فيها باسم أمير هاوت («الأمير العالي»). كان غيلهاوت صديقًا حميمًا للانسلوت وعدوًا للملك آرثر. عندما علم غيلهاوت بأن لانسلوت أحب زوجة آرثر، غوينيفير، تخلى عن اندفاعه من أجل لانسلوت ورتب لقاء بين صديقه وغوينيفير. قبّلت الملكة لانسلوت لأول مرة في هذا اللقاء، وهكذا بدأت علاقة الحب بينهما.
يقارن دانتي في النشيد الخامس من الجحيم، بين هؤلاء العشاق الخياليين ومعالم الحياة الواقعية البارزة للعلاقة الحميمة التي تخيلها بين فرانشيسكا دا ريميني وباولو مالاتيستا، في الجحيم، قرأت فرانشيسكا وباولو عن لانسلوت وغوينيفير فأثارتهما القصة لممارسة الحب.
أثار وصف دانتي لسماحة غيلهاوت ولباقته وسط هذه المؤامرة إعجاب بوكاتشيو. يعبر الشاعر من خلال استخدامه اسم برنسيب غاليوتو في العنوان البديل لديكاميرون إلى المشاعر التي يعبر عنها في النص، مثل تعاطفه مع النساء المحرومات من حرية التعبير والحرية الاجتماعية والمسجونات في منازلهن واللاتي يعانين في بعض الأحيان من لوعة الحب. يقارن حياتهن بحياة الرجال الذين يستمتعون بحياتهم من خلال الرياضة والصيد وصيد الأسماك وركوب الخيل والصقارة.

## قصة إطارية
القصة الإطارية هي قصة تُروى في إطارها مجموعةٌ من الحكايات. إذ تدور أحداث الديكامرون في إيطاليا، في خلال فترة الطاعون، حيث تهرب مجموعة مؤلفة من سبع شابات وثلاثة شبان من فلورنسا التي تعاني من الوباء إلى فيلا مهجورة في ريف فيسولي لمدة أسبوعين. يروي كل فرد من المجموعة قصة لقضاء الأمسيات في كل ليلة، باستثناء يوم واحد في الأسبوع كان مخصصًا للأعمال المنزلية والأيام المقدسة التي لا يعملون فيها على الإطلاق، بالتالي كان هناك عشر ليال لسرد القصص على مدار أسبوعين. وهكذا، بلغ القصص التي رويت في نهاية الأسبوعية 100 قصة.
يُنصب كل شخص من العشرة ملكًا آو ملكة على المجموعة لمدة يوم واحد خلال الأيام العشرة. تشمل هذه الصلاحية اختيار موضوع القصص لهذا اليوم. خُصصت كل الموضوعات عدا يومين: أمثلة على قوة الثروة وأمثلة على قوة الإرادة البشرية وحكايات الحب التي تنتهي بشكل مأساوي وحكايات الحب التي تنتهي بسعادة وردود ذكية تنقذ صاحبها والحيل التي تمارسها النساء على الرجال والحيل التي يمارسها الناس على بعضهم بشكل عام وأمثلة عن الفضيلة. يمتلك دايونيو الذي يروي الحكاية العاشرة من كل يوم بمفرده الحق في سرد حكاية عن أي موضوع يرغب به، بسبب طرافته. جادل العديد من المؤلفين بأن دايونيو يعبر عن آراء بوكاتشيو نفسه. يتضمن كل يوم أيضًا مقدمة قصيرة وخاتمة مختصرة لمواصلة إطار الحكايات، يصفون من خلالها الأنشطة اليومية الأخرى إلى جانب سرد القصص. تتضمن حكاية الإطار هذه في كثير من الأحيان نسخًا من الأغاني الشعبية الإيطالية. تشكل التفاعلات بين الحكايات التي تدور في يوم واحد أو على مدار عدة أيام كلًّا واحدًا، فهي ليست مجرد مجموعة من القصص، إذ يحاول بوكاتشيو أن يحبك الاختلافات وتقلبات المواد السابقة. تشمل الحبكات الأساسية للقصص السخرية من شهوة وجشع رجال الدين، والتوترات في المجتمع الإيطالي بين الطبقة التجارية الغنية الجديدة والأسر النبيلة، ومغامرات التجار المسافرين والمخاطر التي يخوضونها.

## الرقابة الكنسية
أدت مواقف ديكاميرون الناقدة لرجال الدين إلى صدام مع الكنيسة الكاثوليكية، حصلت أول حوادثه المعروفة في عام 1497 إذ كان الكتاب من بين الأعمال الأدبية والفنية المعروفة التي جمعها الراهب الدومينيكاني جيرولامو سافونارولا وأحرقها في وسط مديمو فلورنسا، في ما عرف لاحقا باسم " شعلة الغرور ".
كما أدرج الكتاب في دليل الكتب المحرمة الذي صدر في عام 1559 في عهد البابا بولس الرابع هذا الفهرس ، وضم قائمة بالنصوص التي حرّمتها الكنيسة الكاثوليكية. ومع ذلك استمر تداول الكتاب وازدادت شعبيته، وقد دفع ذلك البابا غريغوري الثالث عشر إلى الأمر بنشر طبعة منقحة في عام 1573، استبدلت فيها شخصيات رجال الدين بشخصيات دنيوية. ولم يكن ذلك كافيا في الكاردينال فيليتشي بيريتي دي مونتالتو (البابا سكستوس الخامس لاحقا)، الذي أمر في عام 1582 بنشر طبعة جديدة منقحة.

## الترجمة العربية
ترجم الكتاب إلى العربية صالح علماني، وصدرت الترجمة عن دار المدى في عام 2006، ISBN 9782843058462.